# چشم آبی پیر بازمی‌گردد
چشم آبی پیر بازمی‌گردد (انگلیسی: Ol' Blue Eyes Is Back) آلبومی با صدای فرانک سیناترا است که در سال ۱۹۷۳ منتشر شد. تنظیم‌کننده آهنگ این ترانه گوردون جنکینز بود.